# Franz Goldau
Franz Goldau (* 21. März 1887 in Thegsten, Landkreis Heilsberg; † 15. April 1945) war ein deutscher Landwirt, Gutsbesitzer und Politiker (DNVP, CNBL).

## Leben
Goldau besuchte die Volksschule, das Gymnasium und die landwirtschaftliche Winterschule. Im Anschluss arbeitete er in der väterlichen Wirtschaft. Nach dem Militärdienst war er als landwirtschaftlicher Beamter tätig. Im Mai 1911 erwarb er ein Schulzengut mittlerer Größe in Schönwiese bei Guttstadt. Von 1914 bis Herbst 1917 nahm er als Soldat am Ersten Weltkrieg teil.
Goldau betätigte sich ab 1918 wirtschaftspolitisch im Ermländischen Bauernverein, war zunächst dessen Vorsitzender im Kreis Heilsberg und wurde 1932 zum Vorsitzenden gewählt. Er schloss sich der Deutschnationalen Volkspartei (DNVP) an und war von 1925 bis 1929 Mitglied des Provinziallandtags der Provinz Ostpreußen. Im Mai 1928 wurde er als Abgeordneter in den Preußischen Landtag gewählt. Ein Jahr später trat er aus der DNVP aus, nachdem er zuvor gegen das Preußenkonkordat gestimmt hatte. Er war seit dem 9. Juli 1929 fraktionsloser Abgeordneter und nach seinem Eintritt in die Christlich-Nationale Bauern- und Landvolkpartei (CNBL) vom 1. Oktober 1929 bis zu seinem Ausscheiden aus dem Landtag 1932 Mitglied der Deutschen Fraktion. Im Parlament vertrat er den Wahlkreis 1 (Ostpreußen).